# テュネスとシェール

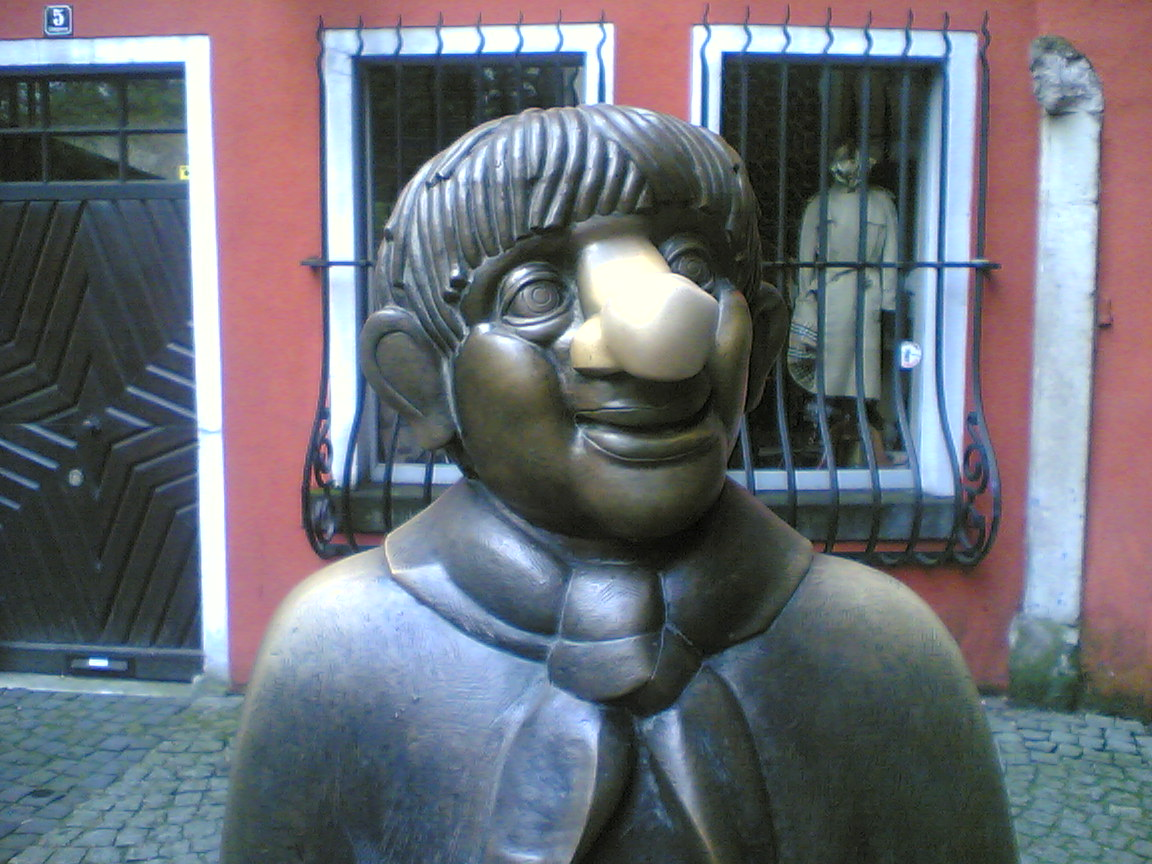
テュネス

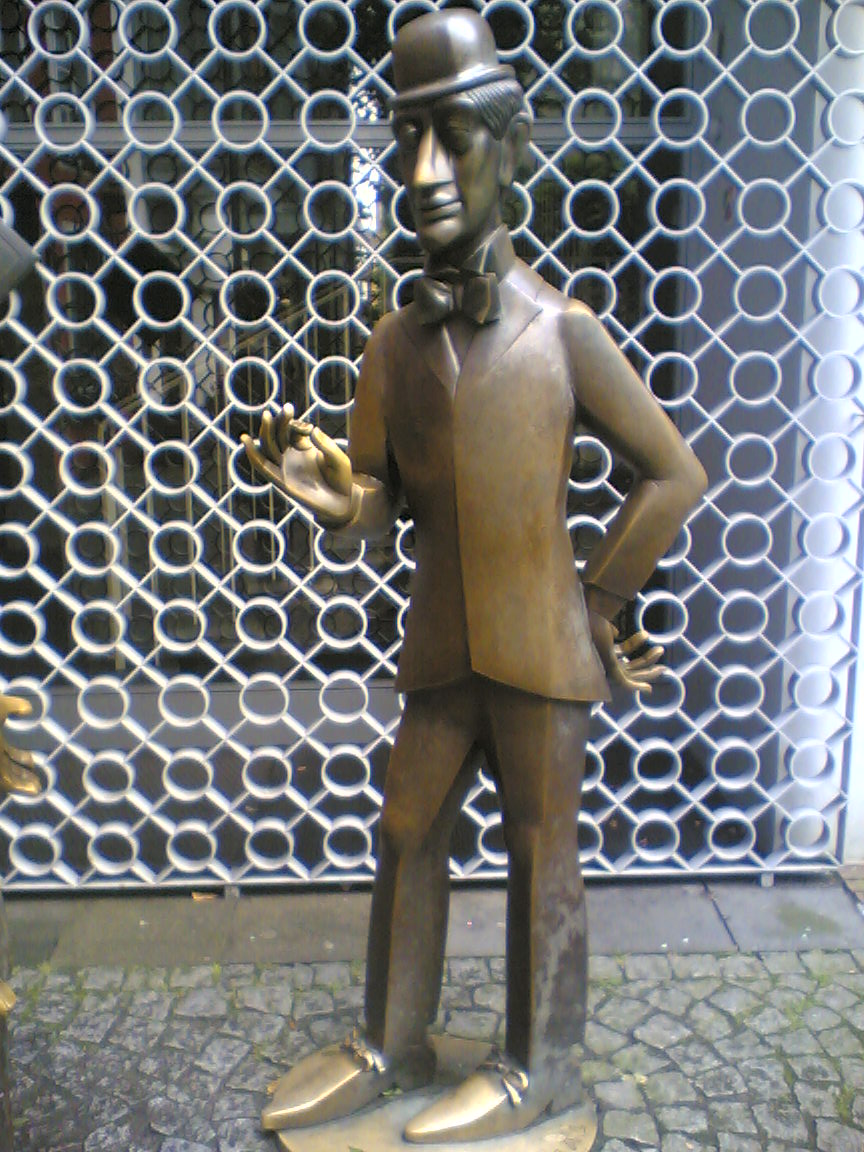
シェール

テュネスとシェール（ドイツ語: Tünnes und Schäl）はドイツのケルン市の人形劇の登場人物で、ケルンの人たちの話にしばしば出て来る。テュネスは太った農民風、シェールは細身の市民風で登場する。
もともと1803年にテュネスが人形劇で登場し、それに対抗する人形劇でシェールが登場した。ケルンの聖マルティン大教会（en:Great St. Martin Church, Cologne）前に二人の記念碑がある。 

## 参照項目
- ケルンの文化